# Großenaspe
Großenaspe est une commune allemande de l'arrondissement de Segeberg, dans le Schleswig-Holstein. C'est la commune la plus étendue et la plus peuplée de l'Amt Bad Bramstedt-Land.

## Lieux et monuments
On y trouve le Zoo Eekholt (Wildpark Eekholt en allemand).